# Russellville, Indiana
Russellville är en kommun (town) i Putnam County i Indiana. Vid 2010 års folkräkning hade Russellville 358 invånare.